# 服部正栄
服部 正栄（はっとり まさひで、生没年不詳）は、安土桃山時代の武将、大名。豊臣秀吉の馬廻。土佐守。

## 略歴
豊臣秀吉と同郷の尾張中村の出で秀吉の馬廻衆となる。仕えた時期は不明。小田原征伐には馬廻として130の兵を率いて出陣。近江国蒲生郡266石加増された。文禄の役では秀吉の側室に随伴して名護屋城に滞陣した。
その後、検地奉行となり、慶長3年（1598年）、越前国および近江国の諸村で5,800石を加増され、旧領と併せて内1万石の大名となった。同じ奉行の溝江長氏、伊東長実も1万石に加増され大名となっている。秀吉が亡くなった時には、兼光の刀を遺贈された。
慶長3年（1600年）、関ヶ原の戦いでは西軍に属し、大坂高麗橋を藤掛永勝と協力して守備した。その後、大坂城留守居・守備隊として大坂城周辺（安堂寺町）を守備した。戦後、所領を没収され改易となり、浪人。後に大坂城に入って豊臣秀頼に仕える。大坂の陣で籠城したが敗れ、前田利常に預けられた。元和年間に同地で没した。